# دونالد بارسونز
دونالد بارسونز (بالإنجليزية: Donald Parsons)‏ هو شخصية أعمال أمريكي، ولد في 17 يونيو 1930، وتوفي في 22 يوليو 2012.